# マナグア地震 (2014年)
マナグア地震（マナグアじしん）とは、現地時間2014年4月10日17時27分46秒(UTC:1:27)にニカラグアの首都マナグア付近で発生したマグニチュード6.2の地震。